# Vazha-Pshavela

Familia de Vazha-Pshavela hacia 1905.

Vazha-Pshavela (en georgiano: ვაჟა-ფშაველა; Chargali, Georgia, Imperio ruso 26 de julio de 1861 - Tiflis, Georgia, Imperio ruso 10 de julio de 1915) o Vazha es el seudónimo del escritor y poeta georgiano Luk'a Razik'ashvili (en georgiano: ლუკა რაზიკაშვილი), considerado como uno de los más grandes exponentes de la literatura en georgiano.

## Biografía
Vazha-Pshavela nació en la aldea de Chargali (Pshavi) en una familia de clérigos. En 1882, se graduó del Seminario de maestros de Transcaucasia en Gori, en que se relacionó con naródniki ("populistas") georgianos. En 1883, entró a la Facultad de Derecho de la universidad de San Petersburgo como oyente, pero volvió a Georgia en 1884 debido a dificultades económicas. Trabajó como profesor de lengua georgiana y ganó notoriedad como representante del movimiento nacionalista por la liberación de Georgia del imperio ruso.
Hijo de un sacerdote de pueblo autodidacto, el tiempo maestro de escuela, llevó una vida simple de campesino, arando la tierra, guardando los rebaños y cazando en sus montañas. Durante las largas noches del duro invierno pchav, él componía poemas y escribía noticias. Él descendía solo raramente a caballo a Tiflis depositar entre sus editores los manuscritos que sacaba de su pesada besace. 
Poeta filósofo, en una concepción profundamente pagana y panteísta, un poco mágica del mundo a veces, ve en el hombre solo una criatura entre todas las que viven, hablan, sienten y sufren, yendo hasta sentir de no serle mismo gota de lluvia o copo de nieve para abrevar la tierra y renacer el infinito. Él pinta las prácticas ancestrales de la montaña georgiana, la hospitalidad y la venganza, de las cuales ninguno puede librarse bajo pena de reencontrarse para siempre excluido de la comunidad.
En sus mejores composiciones épicas, Vazha-Pshavela expuso los problemas de acción recíproca entre un individuo y una sociedad, un humano y la naturaleza, un amor y un deber antes de la nación.
Vazha-Pshavela murió en Tiflis el 10 de julio de 1915. Enterrado en el Panteón del monte Mtatsminda.
Según Donald Rayfield, Vazha-Pshavela fue "cualitativamente de una amplitud más grande que otro autor georgiano".

## Obras

### Poemas épicos
- 1888: Aluda Ketelauri
- 1892: Bakhtrioni
- 1893: Huésped y anfitrión
- 1897: El vengador de la sangre
- 1901: El comedor de serpientes

### Cuentos
- 1883: El cuento el corzo
- 1889: Una vieja haya
- 1895: Las montañas altura

### Pieza de teatro
- 1889: La escena en la montaña
- 1894: Cazado de la patria
- 1911: La comedia forestal

### Filmografía
- 1967: Vedreba[3] (Súplica), El drama romántico, según los poemas de Vazha-Pshavela  "Aluda Ketelauri" y "Huésped y anfitrión", director Tengiz Abuladze.[4]
- 1992: Mokvetili,[5] El drama romántico, según Vazha-Pshavela drama Cazado de la patria, el director de cine Giorgi (Gia) Mataradze